# 318
| [ Edytuj tabelę ] |                                                 |
| Król Armenii      | - 287 Tiridates III 330                         |
| Władca Korei      | - 300 Mich’ŏn 331                               |
| Papież            | - 314 Sylwester I 335                           |
| Król Persji       | - 309 Szapur II 379                             |
| Cesarz Rzymu      | - 306 Konstantyn Wielki 337 - 308 Licyniusz 324 |

Rok 318 / CCCXVIII
stulecia: III wiek ~
IV wiek ~
V wiek

lata: 308 «
313 «
314 «
315 «
316 «
317 «
318
» 319
» 320
» 321
» 322
» 323
» 328

## Wydarzenia
- Wystąpienie Ariusza w Aleksandrii stanowiące początek wielkiego rozłamu we wczesnym chrześcijaństwie[1]